# Forte San Martino
Il forte San Martino sorge a Genova, nell'omonimo quartiere. Situato sulla collina di Papigliano è oggi completamente circondato dal tessuto urbano.

## Storia
Diverse proposte per la realizzazione di una fortificazione in questa posizione a difesa di Albaro e San Martino furono presentate fin dal 1771 ai responsabili delle fortificazioni della Repubblica di Genova.
Nel 1807, durante la dominazione napoleonica, il governo francese, sollecitato dal Genio militare, stanziò 180.000 franchi per la costruzione del forte, ma i lavori non furono mai iniziati.
Il progetto fu poi ripreso nel 1820 dal governo sabaudo, che diede inizio alla costruzione, terminata nel 1832.
Persa la sua funzione strategica primaria alla fine dell'Ottocento quando, a causa dell'espansione urbanistica della città verso levante, il piccolo rilievo su cui sorge finì per essere circondato dal tessuto urbano, nel 1889 sul piazzale antistante la caserma fu realizzata la Batteria San Martino, a protezione dell'imboccatura del porto e dello specchio d'acqua antistante.
Le postazioni di artiglieria furono smantellate negli anni trenta per far posto ad una batteria contraerea, composta da quattro cannoni da 76/45. Durante la seconda guerra mondiale, il 14 gennaio 1944, nel fossato sottostante il ponte levatoio furono fucilati dalle milizie fasciste e dalle S.S. otto partigiani come rappresaglia per l'uccisione di un ufficiale delle S.S. avvenuta il giorno prima.
Nel dopoguerra il forte fu abitato da famiglie di sfollati e infine completamente abbandonato nel 1952. Oggi è di proprietà demaniale e l'accesso è chiuso da un cancello. La struttura è in pessime condizioni e ha perso anche il ponte levatoio che permetteva l'accesso al forte, eliminato per impedire l'ingresso di estranei all'interno dei locali.

## Descrizione
A differenza di altre strutture militari genovesi, il forte San Martino, il più moderno tra quelli costruiti nei primi decenni dell'Ottocento, non è in posizione dominante sulla collina, ma infossato nella stessa e completamente circondato da un fossato, oggi nascosto dalla vegetazione.
Si presenta come un grande terrapieno rettangolare, con una caserma su tre piani sul lato di ponente, con l'ingresso principale, accessibile attraverso il ponte levatoio, situato all'ultimo piano. Presso il bastione meridionale si trovava una polveriera, circondata da spesse mura.
La dotazione di artiglieria collocata nel terrapieno comprendeva quattro cannoni da 16 GR e quattro da 9 BR Ret, sei obici da 21 GRC Ret e due mortai da 9 Ret.
Il forte poteva ospitare 300 soldati, ai quali se ne potevano aggiungere altri 400 in caso di necessità.
La batteria fine ottocentesca, le quali strutture sono oggi inglobate all'interno di attività commerciali, era armata con quattro obici da 24 GRC Ret.